# Ángel Atienza
Ángel Atienza Landeta (ur. 16 marca 1931 w Madrycie, zm. 22 sierpnia 2015 tamże) – hiszpański piłkarz, artysta, rzeźbiarz. W trakcie kariery piłkarskiej zawodnik m.in. Realu Madryt, trzykrotny zdobywca Pucharu Europy.

## Kariera piłkarska
Atienza urodził się w stolicy Hiszpanii, Madrycie. Jako piłkarz grał na pozycji środkowego i bocznego obrońcy. Przez dwa sezony występował w Realu Saragossa. W 1954 roku przeniósł się do Realu Madryt, z którym trzykrotnie triumfował w Pucharze Europy oraz trzykrotnie w rozgrywkach krajowych. Będąc piłkarzem już interesował się sztuką, w okresie między grą w Saragossie a Realu Madryt pracował jako artysta. Sportową karierę zakończył 1 lipca 1960 roku w wieku zaledwie 29 lat, by móc więcej czasu poświęcić sztuce. W trakcie gry w barwach Saragossy i Realu Madryt wystąpił w 110 meczach ligowych i 11 meczach Pucharu Europy. Wszystkie 4 bramki zdobyte w trakcie swojej kariery strzelił w sezonie 1952-53 z Saragossą, w tym jedną przeciwko Realowi Madryt.

## Kariera artystyczna
W przerwach między ligowymi kolejkami Atienza brał udział w wystawach, dzięki czemu mógł utrzymywać kontakt ze sztuką. W trakcie podróży po Europie Środkowej w 1958 roku zainspirował się betonową ścianą z osadzonym w niej kolorowym szkłem. Uznał to za rodzaj ekspresji artystycznej, która wyznaczyła mu nową ścieżkę w dziedzinie sztuki. Po zakończeniu kariery piłkarskiej w 1960 roku zaczął współpracować z innymi artystami, skupił się na tworzeniu witraży i murali, łącząc twardy i wytrzymały beton z delikatnym szkłem. Do 1976 roku, kiedy to przeprowadził się do Wenezueli, do swoich dzieł wykorzystywał przeważnie ceramikę. Mieszkając w Ameryce Południowej zaczął używać również metali, takich jak żelazo, brąz i aluminium. W 2001 roku wrócił do Hiszpanii, gdzie kontynuował swoją twórczość i brał udział w wystawach. Zmarł w 2015 roku w wieku 84 lat.

## Życie prywatne
Ángel Atienza miał starszego brata Adolfo, który również był piłkarzem. Występował na pozycji napastnika m.in. w Celcie Vigo, UD Las Palmas i Realu Madryt. W tym ostatnim bracia grali razem w sezonie 1954-55.

## Osiągnięcia

### Piłka nożna
- La Liga: 1954-55, 1956-57, 1957-58
- Puchar Europy: 1955-56, 1956-57, 1957-58